# Gerard Way
Gerard Arthur Way (Summit, Nova Jersey, 9 d'abril del 1977) és un cantant i escriptor de còmics nord-americà, conegut per ser el vocalista de la banda My Chemical Romance i l'escriptor de The Umbrella Academy. Es va casar amb la baixista de Mindless Self Indulgence, Lyn-z al backstage de l'últim dia de la gira Projekt Revolution, i van tindre la seva primera filla anomenada Bandit Lee Way a 2009.

## Biografia
Va començar a cantar a una obra de teatre de l'escola, Peter Pan, encoratjat per la seva àvia, Elena Lee Rush, que es convertiria en el seu suport més important. Després de la mort d'Elena, Gerard va escriure la cançó "Helena", que combinava el nom d'Elena i el seu sobrenom, Helen. Amb el llançament concurrent de Three Cheers for Sweet Revenge, van dedicar l'àlbum en part a ella, cosa que es pot veure a les notes internes
Fins a l'any 2001 no va decidir fundar My Chemical Romance, i va ser arran de l'atac a les Torres Bessones de New York que va viure de prop, ja que per aquells anys treballava com a dibuixant de còmics molt a prop. Davant la intensitat de la situació, va decidir que havia de fer un canvi a la seva vida, tal com va dir a la revista Spin "Em vaig dir, literalment: a la merda l'art, haig de sortir del soterrani, haig de veure el món, haig de canviar alguna cosa!"
Els seus problemes personals el van portar a una depressió i a l'abús de l'alcohol i les drogues, addiccions de les quals ja s'ha recuperat.
Actualment ha llançat fa poc juntament amb My Chemical Romance el DVD en directe de "The Black Parade is Dead".
És el guionista de la sèrie de comics "The Umbrella Academy" amb la que està recollint un notable èxit. Ha tingut tant èxit que Netflix ha fet una sèrie sobre el còmic.
El 29 de setembre de 2014 va llençar el seu album en solitari anomenat "Hesitant Alien"

## Discografia
- 2001: Dreams Of Stabbing And/Or Being Stabbed
- 2002: I Brought You My Bullets, You Brought Me Your Love
- 2002: Like Phantoms, Forever
- 2004: Three Cheers for Sweet Revenge
- 2005: Warped Tour Bootleg Series
- 2006: Life on the Murder Scene
- 2006: The Black Parade
- 2007: AOL Sessions
- 2007: Live and Rare
- 2010: Danger Days: The True Lives of the Faboulous Killjoys

- 2014: Hesitant Alien